# Kommunalwahlen im Saarland 1960 (Ungültig)
Die Kommunalwahlen im Saarland am 15. Mai 1960 wurden durch das Bundesverfassungsgericht für ungültig erklärt.

## Vorgeschichte
Die Kommunalwahlen 1960 waren die ersten nach dem Beitritt des Saarlandes zur Bundesrepublik Deutschland im Jahr 1957. Die letzten Kommunalwahlen waren die Kommunalwahlen im Saarland 1956 vom 13. Mai 1956. Bereits während der vorhergehenden Landtagslegislaturperiode veränderte sich die Parteienlandschaft im Saarland stark. Die Deutsche Sozialdemokratische Partei und die Sozialdemokratische Partei des Saarlandes gingen 1956 in der SPD Saar auf, die Demokratische Partei Saar wurde 1957 ein Landesverband der FDP (trat aber diesmal noch unter dem Namen DPS an) und die Kommunistische Partei Saar wurde 1957 verboten. Die ehemals stärkste Partei, die Christliche Volkspartei des Saarlandes, verbündete sich erst mit dem Zentrum, wurde 1957 ein Landesverband der CSU und fusionierte schließlich 1959 mit der CDU Saar, unter Abspaltung der Saarländischen Volkspartei. Gleichzeitig spaltete sich von der CDU die Christlich-Nationale Gemeinschaft unter dem früheren Ministerpräsidenten Hubert Ney ab.

## Die Neufassung des Wahlrechtes
Auf Gemeindeebene hatten Wählergruppen in den 1950er Jahren zunehmend große Stimmenanteile erhalten. Im Saarland war dies jedoch nicht in großem Maß der Fall. In verschiedenen Bundesländern wurden Änderungen der Kommunalwahlgesetze diskutiert, die die Kandidatur von Wählergruppen erschweren sollten. Auch im Saarland wurde eine Neufassung des Kommunalwahlgesetzes behandelt. Im Juli 1959 leitete die Landesregierung (eine Große Koalition aus CDU und SPD) dem Landtag einen Gesetzesentwurf weiter. Darin war eine uneingeschränkte Möglichkeit von Wählergruppen zur Kandidatur vorgesehen.

„Wahlvorschläge können von einzelnen oder mehreren politischen Parteien und von sonstigen Wählergruppen aufgestellt werden.“

Im Rahmen der Landtagsberatungen wurde dieses Gesetz mit breiter Mehrheit geändert. Er lautete nun

„Wahlvorschläge können nur von politischen Parteien im Sinne des Artikels 21 des Grundgesetzes aufgestellt werden. Jede Partei kann in einem Wahlbezirk nur einen Wahlvorschlag einreichen.“

Damit war es Wählergruppen nicht mehr möglich, sich bei den Kommunalwahlen zu beteiligen, ohne vorher den Status einer politischen Partei zu erwerben. Neben dem Wunsch, die Wählergruppen aus den Kommunalparlamenten fernzuhalten, war es bei der SPD der Wunsch, zu vermeiden, dass die CDU in einzelnen Gemeinden oder Kreisen mit zwei Listen, einer der CDU und einer der Christlichen Volkspartei, antreten könne. Auch die FDP sprach sich für diese Regelungen aus. Im Landtag stimmten nur Erich Walch und Emil Weiten gegen das Gesetz. Damit wurde das Saarländische Gemeinde- und Kreiswahlgesetz (Kommunalwahlgesetz – KWG) vom 9. Februar 1960 wirksam und die Gemeinde- und Kreisratswahlen am 15. Mai 1960 gemäß diesem Gesetz durchgeführt.

## Wahlergebnisse
Die Wahl ergab folgende Ergebnisse:
| Wahl              | Wahlberechtigte | Abgegebene Stimmen | Wahlbeteiligung | Gültige Stimmen |
| ----------------- | --------------- | ------------------ | --------------- | --------------- |
| Gemeindewahl 1960 | 703.119         | 525.378            | 74,7 %          | 477.177         |
| Gemeindewahl 1956 | 670.324         | 578.162            | 86,4 %          | 552.377         |
| Kreiswahl 1960    | 618.577         | 470.149            | 77,3 %          | 432.317         |
| Kreiswahl 1956    | 586.725         | 513.688            | 87,6 %          | 494.258         |

Die Stimmen verteilten sich wie folgt auf die Parteien:
| Wahl              | CDU              | CVP              | SPD              | DPS/FDP          | SVP             | KP             | Sonstige       |
| ----------------- | ---------------- | ---------------- | ---------------- | ---------------- | --------------- | -------------- | -------------- |
| Gemeindewahl 1960 | 173.218 (36,3 %) | ./.              | 149.549 (31,3 %) | 81.934 (17,2 %)  | 41.325 (8,7 %)  | ./.            | 27.660 (5,2 %) |
| Gemeindewahl 1956 | 153.600 (28,7 %) | 123.679 (22,4 %) | 103.645 (18,8 %) | 134.533 (24,4 %) | ./.             | 29.979 (5,4 %) | 18.746 (3,9 %) |
| Kreiswahl 1960    | 165.952 (38,4 %) | ./.              | 137.188 (31,7 %) | 66.580 (15,4 %)  | 45.402 (10,7 %) | ./.            | 14.033 (3,0 %) |
| Kreiswahl 1956    | 142.013 (28,7 %) | 114,591 (23,2 %) | 94.493 (19,1 %)  | 109.978 (22,3 %) | ./.             | 29.481 (6,0 %) | 7.874 (1,9 %)  |

Es ergab sich folgende Mandatsverteilung:
| Wahl              | Summe | CDU  | CVP | SPD  | DPS/FDP | SVP | KP  | DDU | Sonstige |
| ----------------- | ----- | ---- | --- | ---- | ------- | --- | --- | --- | -------- |
| Gemeindewahl 1960 | 4621  | 1738 | ./. | 1318 | 704     | 360 | ./. | 46  | 455      |
| Gemeindewahl 1956 | 4496  | 1696 | 836 | 829  | 890     | ./. | 9   | ./. | 119      |
| Kreiswahl 1960    | 183   | 76   | ./. | 63   | 26      | 18  | ./, | ./. | ./.      |
| Kreiswahl 1956    | 150   | 47   | 34  | 29   | 34      | ./. | 6   | ./. | ./.      |

## Die Aufhebung der Wahl
Gegen die Nichtzulassung von Wählergruppen richteten sich mehrere Wahlbeschwerden, von denen zwei schlussendlich als Verfassungsbeschwerde dem Bundesverfassungsgericht zur Entscheidung vorgelegt wurden. Der Zweite Senat entschied am 12. Juli 1960, dass Paragraph 25 (2) KWG nichtig sei. Es wog dabei die verfassungsmäßig herausgehobene Stellung der politischen Parteien bei der politischen Willensbildung gegen das ebenfalls geschützte Prinzip der Kommunalen Selbstverwaltung (Art. 28 GG) ab und kam zu dem Schluss, „daß die Auslese der Kandidaten für die kommunalen Wahlkörperschaften jedenfalls auch örtlich muß bestimmt werden können und daher nicht ausschließlich den ihrem Wesen und ihrer Struktur nach in erster Linie am Staatsganzen orientierten politischen Parteien vorbehalten werden darf.“
In der Folge der Ungültigkeit der Wahl kam es am 4. Dezember zur Wiederholungswahl.